# بيت رسام (مناخة)

تعديل مصدري - تعديل

بيت رسام هي إحدى قرى عزلة مناخة بمديرية مناخة التابعة لمحافظة صنعاء، بلغ تعداد سكانها 72 نسمة حسب تعداد اليمن لعام 2004.